# Волин, Семён Львович
Семён Льво́вич Во́лин (12 ноября (30 октября) 1909, Карлсруэ, Германия — 17 июля 1943, Тайшетлаг, СССР) — советский филолог, арабист, тюрколог, иранист; историк Средней Азии и Золотой Орды.

## Биография
Родился 12 ноября (30 октября) 1909 года в Карлсруэ (Германия), в семье студента Льва Лазаревича Волина и его жены Адели Семёновны Волиной-Полоцкой. Через год семья вернулась в Санкт-Петербург. Двоюродный брат Х. Полоцкого. Отец был сотрудником золотодобывающей компании, работником Наркомата финансов. Мать — переводчицей, архивистом, научным сотрудником Публичной библиотеки. В 1917 году родители разошлись. В 1926 году отец был арестован в Москве по обвинению в «экономической контрреволюции» и расстрелян. Адель Семёновна с двумя детьми, Семёном и Татьяной, жили в Ленинграде.
В 1927 году по окончании советской единой трудовой школы Центрального района гор. Ленинграда Семён Волин поступил на Восточный факультет ЛГУ, затем перешёл на Исторический факультет ЛГУ. Учился у известных востоковедов и филологов. Сам он писал об этом так: «В Университете я изучал языки — арабский под руководством акад. И. Ю. Крачковского, персидский у профессоров Фреймана, Ромаскевича и Бертельса, турецкий у проф. Дмитриева, узбекский у проф. Малова и Юдахина, занимался также историей Востока у акад. В. В. Бартольда, учеником которого я себя считаю, так как историей Востока вообще и его трудами в частности увлекался ещё будучи в средней школе. Во время пребывания в Университете я принимал участие в работах, оставшихся незаконченными, по переизданию Радловского словаря турецких наречий».
В конце 1929 года Семёна Волина исключили из ЛГУ «за сокрытие социального происхождения», так как, заполняя анкету при поступлении в университет, он не указал, что в 1926 году отец был расстрелян ОГПУ.
С 1930 по 1933 год работал в Ташкенте архивариусом и инспектором в Центрархиве УзбССР. По словам Волина, в Ташкенте он разочаровался в востоковедении. В июле 1933 году из-за обострения отношений с начальником Центрархива уволился и уехал на Донбасс, где работал на Екатеринославском металлургическом заводе. В середине 1935 года вернулся в Ленинград, где работал на Пролетарском паровозоремонтном заводе.
С сентября 1935 года начал работать в ИВ АН СССР, где он переводил арабские и персидские тексты. В марте 1937 года зачислен младшим научным сотрудником в штат Среднеазиатского кабинета ИВ АН. С ноября 1939 — и. о. старшего научного сотрудника. Собирал материалы по Золотой Орде.
Был женат, 2 апреля 1939 года родилась дочь — Адель Семёновна Волина.
5 июля 1941 года был арестован, этапирован в Сибирь. 30 октября 1941 года был осуждён Судебной коллегией Красноярского краевого суда на 10 лет ИТЛ и 5 лет поражения в правах по ст. 58-10, ч. 1 УК РСФСР. Срок отбывал в Норильлаге, 21 ноября 1942 года был переведён в Южлаг. Умер 17 июля 1943 года в «Тайшетлагере» МВД СССР от декомпенсированного порока сердца и энтероколита. Похоронен 18 июля 1943 года на кладбище больницы №2 города Тайшета. Реабилитирован посмертно. Дата реабилитации — 19 октября 1989 года, приговор Красноярского краевого суда от 30 октября 1941 года отменён и дело прекращено производством за отсутствием состава преступления. Некоторые работы С. Л. Волина были опубликованы после смерти без упоминания автора.

## Публикации
- Восстание 1916 г. в Средней Азии: Сб. документов. Ташкент, 1932; Джизакское восстание 1916 г. // КА. 1933. Т. 5. С. 60-91;
- Новый источник для изучения хорезмийского языка // ЗИВ АН СССР. 1939. Т. 7. С. 79-91;
- Материалы по истории туркмен и Туркмении. Ч. 1. М., 1939 (совм. с В. И. Беляевым, С. М. Богдановой-Березовской, А. П. Ковалевским и И. Н. Лемановым; под ред. И. Ю. Крачковского и А. А. Семёнова)[10];
- К вопросу о замке на горе Муг // Труды Таджикской базы АН СССР. 1940. Т. 9. С. 28-32;
- Древнейшее известие о Шах-и-Зинде // Изв. УзбФАН. 1940. № 11. С. 69-70;
- К истории древнего Хорезма // ВДИ. 1941. № 4. С. 192—196;
- Сборник материалов, относящихся к истории Золотой Орды. Т. 2: Извлечения из перс. соч., собранных В. О. Тизенгаузеном и обработанных А. А. Ромаскевичем и С. Л. Волиным. М.; Л., 1941;
- К истории среднеазиатских арабов // Труды ИВ АН СССР. 1941. Т. 36. С. 111—126;
- Описание рукописей произведений Навои в ленинградских собраниях // Алишер Навои. М.; Л., 1946. С. 203—235;
- Сведения арабских источников IX—XVI вв. о долине р. Талас и смежных районах // Новые материалы по древней и средневековой истории Казахстана. Алма-Ата, 1960. С. 72-92.